# Полет 350 на „Джапан Еър Лайнс“
Полет 350 на „Джапан Еър Лайнс“ е вътрешен редовен пътнически полет от летище „Фукуока“, Фукуока, до летище Ханеда, Токио, Япония, управляван от „Джапан Еър Лайнс“. На 9 февруари 1982 г. самолетът „Дъглас DC-8-61“, който лети по маршрута, се разбива в Токийския залив при заход към летището в Токио и убива общо 24 души на борда на машината. По време на катастрофата пилотската кабина се отделя от останалата част на фюзелажа и продължава да се движи няколко метра, преди да спре. Това е първият инцидент за авиокомпанията през 80-те години на 20-и век.
Причините за катастрофата са описани в два доклада, които се се различават един от друг. Според първия, капитан Сейджи Катагири включва реверсите на тягата на бордовите двигатели по време на полет, докато вторият гласи, че капитанът умишлено изключва автопилота по време на спускане, натиска контролите напред и забавя дроселите на празен ход. Установено, че капитанът страда от параноидна шизофрения преди инцидента, което го оневинява поради невменяемост. Разследващи от японското правителство приписват инцидента на липсата на подходящи медицински прегледи, които позволяват на капитан Сейджи Катагири да лети.